# Ligia Gargallo
Ligia Teresita Gargallo González, née le 17 septembre 1933, est une chimiste chilienne spécialisée dans les polymères et les macromolécules.

## Biographie
En 1959, Ligia Gargallo a étudié la chimie pharmaceutique à l'université de Concepción. En 1962, elle passe une licence de chimie à l'université Paris-Dauphine et a soutenu une thèse de doctorat en chimie à l'université de Liège en 1972. Elle est professeur à l'Université de Tarapacá et à l'Université pontificale catholique du Chili. 

## Récompenses
- 2007 : Prix L'Oréal-Unesco pour les femmes et la science pour ses études sur les solutions de molécules flexibles à longue chaîne[1],[2].
- 2014 : Prix national des sciences naturelles du Chili (es)[3].